# Fame (zespół muzyczny)
Fame – szwedzki duet muzyczny powstały w 2002 z inicjatywy Jessiki Andersson i Magnusa Bäcklunda.
Laureat Melodifestivalen 2003. Reprezentant Szwecji w 48. Konkursie Piosenki Eurowizji (2003).

## Historia
Duet poznał się podczas nagrywania programu talent show Fame Factory. 15 marca 2003 z utworem „Give Me Your Love” zwyciężyli w finale programu Melodifestivalen, zdobywając największe poparcie jurorów i telewidzów, dzięki czemu reprezentowali Szwecji w 48. Konkursie Piosenki Eurowizji w Rydze, w którym 24 maja zajęli piąte miejsce. W 2004 z utworem „Vindarna vänder oss” zajęli szóste miejsce w finale Melodifestivalen. Latem 2004 Andersson zdementowała plotki o zakończeniu działalności przez Fame, doszło do tego dopiero w 2006.

## Dyskografia
Albumy
| Rok  | Dane dot. albumu                                      | Pozycja na liście |
| Rok  | Dane dot. albumu                                      | SWE               |
| ---- | ----------------------------------------------------- | ----------------- |
| 2003 | Give Me Your Love - Wydany: 2003 - Wytwórnia: Mariann | 11                |

Single
| Rok  | Tytuł                 | Pozycja na liście |
| Rok  | Tytuł                 | SWE               |
| ---- | --------------------- | ----------------- |
| 2003 | „Give Me Your Love”   | 1                 |
| 2003 | „Pop Into My Heart”   | 53                |
| 2004 | „Vindarna vänder oss” | 23                |
| 2005 | „Gjorda för varann”   | 47                |
| 2005 | „All in the Game”     | 54                |